# 泣く男
『泣く男』（なくおとこ、原題：우는 남자）は、2014年公開の韓国映画。監督・脚本は映画『アジョシ』のイ・ジョンボム、主演はチャン・ドンゴン。

## ストーリー
アメリカのアジアン・マフィアに所属する殺し屋のゴンは、ある仕事でターゲットの幼い娘・ユミを誤って殺害してしまう。罪の意識に苛まれるゴンに組織が出した次の仕事は、韓国のソウルを本拠地に持つ投資会社ベンチュラ社の若き女取締役モギョンを殺すことだった。
しかし、モギョンはユミの母親だった。ゴンは韓国に入国して彼女を仕留めようとするが、娘の死に泣き崩れる彼女を殺すことができなくなる。ゴンが裏切ったと判断した組織は、二人を始末するために3人の刺客を送り込む。

## キャスト
| 役名           | 俳優                 |
| -------------- | -------------------- |
| ゴン           | チャン・ドンゴン     |
| チェ・モギョン | キム・ミニ           |
| チャオズ       | ブライアン・ティー   |
| ジョン・リー   | キム・ジュンソン     |
| ビョン室長     | キム・ヒウォン       |
| ユミ           | カン・ジウ           |
| ダイ・バン     | ダナ・リー           |
| ファン         | アントニー・ディリオ |
| アルバロ       | アレックス・レイス   |